# Operațiunea Greif

Ofensiva din Ardeni, râul Meuse în stânga jos

Operațiunea Greif (în germană Unternehmen Greif) a fost o operațiune specială comandată de Obersturmbannführerul Waffen-SS Otto Skorzeny în timpul Bătăliei din Ardeni din Al Doilea Război Mondial. Operațiunea a fost creația lui Adolf Hitler, iar scopul ei a fost de a captura unul sau mai multe dintre podurile peste râul Meuse înainte ca acestea să poată fi distruse de aliați. Soldații germani, purtând uniforme ale armatei britanice și americane capturate și folosind vehicule aliate capturate, urmau să provoace confuzie în spatele liniilor aliate. Lipsa vehiculelor, uniformelor și echipamentelor a limitat operațiunea și nu și-a atins niciodată scopul inițial de a securiza podurile de pe Meuse. Procesul de după război al lui Skorzeny a creat un precedent clarificând articolul 4 al Convenției de la Geneva: deoarece soldații germani au scos uniformele Aliaților înainte de a se angaja în luptă, ei nu trebuiau considerați francs-tireurs.
A existat și o operațiune militară nazistă anterioară care a folosit această denumire, și anume o operațiune antipartizană condusă de Armata Germană, începută la 14 august 1942, în vecinătatea orașelor Orșa și Vitebsk din Uniunea Sovietică.